# Hampton Court Park
Hampton Court Park är en park i Storbritannien.   Den ligger i grevskapet Greater London och riksdelen England, i den södra delen av landet, 18 km sydväst om huvudstaden London. Hampton Court Park ligger 9 meter över havet.
Terrängen runt Hampton Court Park är platt. Runt Hampton Court Park är det mycket tätbefolkat, med 3 022 invånare per kvadratkilometer. Närmaste större samhälle är City of London, 19,8 km nordost om Hampton Court Park. Runt Hampton Court Park är det i huvudsak tätbebyggt.